# سید محمد مولوی
سید محمد مولوی (زاده ۱۳۴۸) سیاستمدار و مدرس دانشگاه، نمایندهٔ دورهٔ یازدهم و دوازدهم مجلس شورای اسلامی است.
وی سابقه ریاست در آموزش و پرورش اروندکنار را نیز دارد، از برخی سوابق وی میتوان به مدیر سابق آموزش و پرورش شهرستان آبادان، معاونت فرمانداری شهرستان آبادان اشاره کرد. 
وی نمایندهٔ حوزهٔ انتخابیهٔ شهرستان آبادان در دورهٔ یازدهم مجلس شورای اسلامی بود. او توانست از مجموع ۷۰٬۲۳۱ رای با کسب بیش از ۳۵٬۰۰۵ رای، یعنی بیش از پنجاه درصد کل آراء به عنوان نفر اول آبادان به مجلس راه پیدا کند.
وی همچنین دوره گذشته مجلس (یازدهم)،به عنوان نایب رئیس اول کمیسیون آموزش،تحقیقات و فناوری مجلس شورای اسلامی منصوب شد.